# Saint-Hilaire-Cusson-la-Valmitte
Saint-Hilaire-Cusson-la-Valmitte är en kommun i departementet Loire i regionen Auvergne-Rhône-Alpes i centrala Frankrike. Kommunen ligger i kantonen Saint-Bonnet-le-Château som tillhör arrondissementet Montbrison. År 2022 hade Saint-Hilaire-Cusson-la-Valmitte 334 invånare.

## Befolkningsutveckling
Antalet invånare i kommunen Saint-Hilaire-Cusson-la-Valmitte
| Referens: INSEE |